# Corsair International
Corsair International (voormalige naam: Corsairfly) is een luchtvaartmaatschappij uit Frankrijk, die lijnvluchten uitvoert.
Corsair International is een onderdeel van de grootste vakantievloot van Europa: samen met zes andere luchtvaartmaatschappijen behoort ze tot de TUI Airlines alliantie, dat een onderdeel is van de TUI Group, de grootste toerismegroep in Europa. TUIfly groepeert Corsair International, TUI fly (Nederland), TUI fly (België), TUIfly (Duitsland), Thomsonfly (Verenigd Koninkrijk) en TUIfly Nordic (Zweden) met een vloot van meer dan honderdvijftig toestellen.
Het vliegt op meer dan 20 bestemmingen wereldwijd, waaronder de Franse overzeese gebieden, Afrika, Noord-Amerika, Zuid-Amerika en het Caribisch gebied.
De maatschappij houdt momenteel het record voor meeste zitplaatsen op een passagierstoestel (587 stoelen, op zijn Boeing 747-400)

## Geschiedenis
De maatschappij werd opgericht in 1981 als Corse Air door de Corsicaanse familie Rossi en voerde haar eerste vlucht uit op 17 mei 1981. In 1990 werd zij overgenomen door Nouvelles Frontieres, een Franse touroperator en veranderde haar naam in Corsair. Wereldwijde vliegrechten werden verkregen in 1991 met een expansie van het bedrijf tot gevolg. In 2000 neemt toerismegroep TUI Corsair over en in 2004 dragen al de toestellen de TUI-kleuren en het rode TUI-logo op de staart, net zoals de zustermaatschappijen.
Op het einde van 2005 worden al de TUI Airlines hernoemd als gevolg van hun nieuwe marketingstrategie, waardoor Corsair verandert in Corsairfly.
In 2012 verandert de maatschappij van naam naar Corsair International. Met een investeringsprogramma in het comfort van de vloot concentreert het zich voortaan nog enkel op lijnvluchten naar lange afstandsbestemmingen.

## Vloot
De vloot van Corsairfly bestaat uit de volgende toestellen (mei 2018).
Samenstelling vloot 2018
| Type            | Aantal | Orders | Zitplaatsen | opmerkingen |
| --------------- | ------ | ------ | ----------- | ----------- |
| Airbus A330-200 | 2      | 0      | 304         |             |
| Airbus A330-300 | 2      | 0      | 360         |             |
| Boeing 747-400  | 3      | 0      | 533         |             |
| Totaal          | 7      | 0      |             |             |